# Pierre Ghestem
Pierre Ghestem (Rijsel, 14 februari 1922 - 11 maart 2000) was een dammer, schaker en bridgespeler uit Frankrijk. Hij heeft zijn hele leven in Rijsel gewoond. Hij was Internationaal Grootmeester dammen en werd Frans kampioen dammen in 1942 en 1943. Ghestem werd wereldkampioen in een match in 1945 tegen Maurice Raichenbach en wist zijn wereldtitel te behouden in een match in 1947 tegen Reinier Cornelis Keller.
Hij was ook in andere denksporten bedreven. Hij werd in 1944 vierde op het Noord-Franse kampioenschap schaken. Na zijn damcarrière heeft hij zich op het bridgen gestort met als resultaat dat hij met Frankrijk in 1956 de Bermuda Bowl veroverde, dat is het Wereldkampioenschap Bridge voor landenteams.
Zowel bij dammen als bij bridgen is de naam van Ghestem in de theorie opgenomen. Bij het dammen bestaat de Ghestem-doorstoot, een aanvalstype in het klassieke spel. Bridgen kent bij het bieden de Ghestem-conventie.
1885-1894 Dussaut · 1895 Leclercq · 1899-1911 Weiss · 1912-1912 Molimard · 1912 Hoogland · 1925 Bizot · 1926, 1931-1932 Fabre · 1928 Springer · 1933-1938 Raichenbach · 1945, 1947 Ghestem · 1948-1954 Roozenburg · 1956 Deslauriers · 1958, 1959, 1961, 1963, 1965, 1967, 1974 Koeperman · 1960, 1964 Sjtsjogoljev · 1963 Sy · 1968-1971 Andreiko · 1972, 1973 Sijbrands · 1976, 1977, 1981, 1983-1984 Wiersma · 1978, 1980, 1984, 1985 Gantvarg · 1982 Van der Wal · 1986, 1987 Dybman · 1988-1993, 1995, 1996, 2001, 2005 Tsjizjov · 1994 Valneris · 1998, 2007, 2009, 2017, 2021 Sjvartsman · 2003-2004, 2006, 2011-2015, 2019 Georgiejev · 2016, 2018, 2022 Boomstra · 2023 Anikejev